# Liste des épisodes de Chuck, fais ton choix !
 (avril 2018).
Si vous disposez d'ouvrages ou d'articles de référence ou si vous connaissez des sites web de qualité traitant du thème abordé ici, merci de compléter l'article en donnant les références utiles à sa vérifiabilité et en les liant à la section « Notes et références ».

Cet article présente la liste des épisodes de la série d'animation canadienne Chuck, fais ton choix ! diffusée depuis le 6 mai 2017 sur YTV.

## Panorama des saisons
| Saison | Saison | Épisodes | Canada          | Canada        | France          | France        |
| Saison | Saison | Épisodes | Début de saison | Fin de saison | Début de saison | Fin de saison |
| ------ | ------ | -------- | --------------- | ------------- | --------------- | ------------- |
|        | 1      | 20       | 7 mai 2017      | 9 juin 2017   | 2017            | 2017          |

### Saison 1 (2017)
| № de production | Titre français                                                        | Titre original                                     | Dates de diffusion |
| --------------- | --------------------------------------------------------------------- | -------------------------------------------------- | ------------------ |
| 1               | Norman, un mec trop frais / Aïe mes yeux !                            | Cool Hand Norm / Sunny Daze                        |                    |
| 2               | La princesse aux petits poings / Une nuit presque en enfer            | Show Me the Buddy / No Sleep 'Til                  |                    |
| 3               | Mademoiselle Je-sais-tout / Chuck le champion                         | Smarten Up Chuck / Ultimate Chuck                  |                    |
| 4               | Dent pour dent / Le grand ménage                                      | The Dentalist / Maid in Cedar Hills                |                    |
| 5               | Un tour de cochon / Chuck a tout faux                                 | Pig Hero Fix / Wrong It's Right                    |                    |
| 6               | Certains l'aiment Cho / Le canard a la rage                           | Grown Up Chuck / Chuck Dynasty                     |                    |
| 7               | Une maman poule mouillée / Aux fourneaux camarades                    | Poultry in Motion / Les Disherables                |                    |
| 8               | La boîte de Norm / Abraham Schlingos                                  | Box O' Norm / Abraham Stickin                      |                    |
| 9               | Une chance au tirage / Au nom de la loi                               | Chuck of the Draw / Paw Enforcement                |                    |
| 10              | Un envahisseur trop envahissant / Chuck le maudit                     | Back Off, Borkle / Who's on Cursed                 |                    |
| 11              | Ex-Mishina / La queubergine                                           | Ex-Mishina / Veggie Tails                          |                    |
| 12              | Il faut souffrir pour être Dwayne / Bisque, bisque, rage !            | No Pain, No Dwayne / Shell Raisers                 |                    |
| 13              | La comète / Comment apprivoiser un dragon                             | Comet and Get It Now / How to Restrain Your Dragon |                    |
| 14              | La fête du cèdre / Chuck, superstar                                   | Spirit of the Ce(dar)son / Action Jacket-son       |                    |
| 15              | Le phacochère fantôme / Chuck recherché                               | We've Got Spirit / Cedar Hills Most Wanted         |                    |
| 16              | Dark Dingo et Marsu Pete / Qui part par la chasse                     | The Dark Dingo and Possum Pete / Flush Two Hours   |                    |
| 17              | Quand les poulets auront la dent ! / Noël? La barbe!                  | Bawk to the Future / Hairy Christmas               |                    |
| 18              | Dans l'espace, Norman peut t'entendre crier / La zone cinquante-tronc | In Space Norman Can You Scream / Area Fifty-Tree   |                    |
| 19              | Joey s'installe chez Chuck / Art attaque                              | Joey in Da House / Art Attack                      |                    |
| 20              | Le bon, la brute et le Dédé                                           | The Good, the Bad and the UD                       |                    |